# Heneage Finch (6e comte d'Aylesford)
Pour les articles homonymes, voir Heneage Finch.
Heneage Finch, 6e comte d'Aylesford (24 décembre 1824 - 10 janvier 1871), appelé Lord Guernsey jusqu'en 1859, est un pair et homme politique britannique.

## Biographie
Né à Packington, Warwickshire, il est le fils de Heneage Finch (5e comte d'Aylesford) et de son épouse Augusta Sophia, quatrième fille de George Greville (2e comte de Warwick).
Joueur de cricket amateur passionné, Aylesford joue au cricket de première classe principalement pour le Marylebone Cricket Club, mais également pour d'autres équipes. Il fait 21 apparitions en première classe, marquant 200 points à une moyenne de 7,14, avec un score élevé de 28 pas sorti.
Finch devient major de la cavalerie Warwickshire Yeomanry en 1848 et représente le comté en tant que sous-lieutenant à partir de 1852. Il entre à la Chambre des communes britannique en 1849, siégeant pour Warwickshire South jusqu'en 1857. Deux ans plus tard, il succède à son père dans le comté et prend place à la Chambre des lords.

## Famille
Lord Aylesford épouse Jane Wightwick Knightley (1827-1911), fille unique et héritière de John Wightwick Knightley d'Offchurch Bury dans le Warwickshire, en 1846. Ils ont deux fils et une fille. Il est décédé à Londres en janvier 1871, à l'âge de 46 ans, et est remplacé dans le comté par son fils aîné, Heneage. La comtesse d'Aylesford est décédée en octobre 1911.